# 제주항공 502편 활주로 이탈 사고
제주항공 502편 활주로 이탈사고(영어: Jeju Air Flight 502)는 제주항공의 DHC-8-Q402 항공기가 2007년 8월 12일 대한민국 부산광역시의 김해국제공항에 착륙 후, 주기장으로 이동하던 도중 강풍으로 인해 활주로를 이탈한 사고이다. 이 사고로 탑승객 79명 중 4명이 부상당했다. 이 사고 이후 제주항공의 모든 Q400 퇴역했다.

## 사고 내용
제주항공 소속 7C502편은 2007년 8월 12일에 제주국제공항을 출발하여 오전 9시 37분 즈음 김해국제공항에 착륙한다. 당시 착륙 지역인 부산광역시와 김해시를 비롯한 한반도의 남부 지역에는 평균 4.1m/s정도의 강풍이 불고 있었으며, 사고 당시 김해국제공항에는 최대 풍속 26m/s에 이르는 강풍이 일고 있었다. 착륙 후, 7C502편은 주기장으로 항공기를 이동(Taxing)하던 중, 구 활주로 G6과 G7사이 지점 좌측 배수구에 항공기가 빠지는 사고가 발생하였다.